# Новая Земля
Но́вая Земля́ (помор. Ма́тка и карел. Matka — дословно «путь», «дорога», нен. Едэй-Я — дословно «Новая Земля») — архипелаг в Северном Ледовитом океане между Баренцевым и Карским морями, входит в Архангельскую область России в качестве административного района Новая Земля и, в рамках местного самоуправления, в статусе городского округа Новая Земля.

## Этимология
В северных полярных странах слово земля обычно для названия островов. Определение «новая» в этом случае следует понимать как «позже открытая, позднее освоенная» по сравнению с материком, где находилась «Большая Земля» (совр. Большеземельская тундра). Время возникновения названия Новая Земля точно не известно. Считают, что оно образовалось как калька от ненецкого Едей-Я — «Новая Земля». Если так, то название могло возникнуть при первых же посещениях островов русскими в XI—XII веках; употребление названия «Новая Земля» в конце XV века встречается в зарубежных источниках.
Поморы употребляли также и название Матка, смысл которого остаётся непонятным. Часто его понимают как «кормилица, богатая земля»; исходя из поморского матка — «компас» название связывают с необходимостью использования компаса для плавания на Новую Землю. Тем не менее слово сравнивают с финским, карельским, вепсским matka, matk — «путь, дорога», эстонским matk — «путешествие, странствование». Этот корень широко представлен в топонимии Севера (ср. Маткома, Маткозеро, Ирдоматка и т. п.); он был усвоен поморами, и, возможно, с ним связано название Матка.

## География и климат
Архипелаг состоит из двух больших островов — Северного и Южного, разделённых узким (2—3 км) проливом Маточкин Шар, и множества относительно малых островов, крупнейший из которых — Междушарский. Северо-восточная оконечность Северного острова — мыс Флиссингский — является самой восточной точкой Европы.

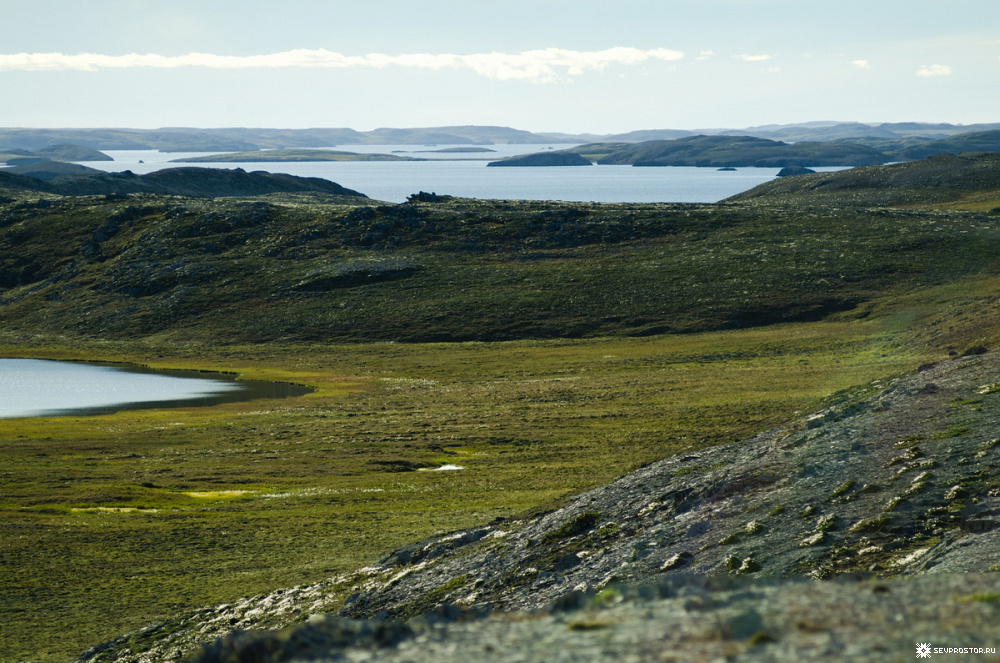
Кусова Земля — относительно крупный остров архипелага Новая Земля

Архипелаг тянется с юго-запада на северо-восток на 925 км. Самая северная точка Новой Земли — восточный остров Больших Оранских островов, самая южная — острова Пынины Петуховского архипелага, западная — безымянный мыс на полуострове Гусиная Земля острова Южный, восточная — мыс Флиссингский острова Северный. Площадь всех островов более 83 тыс. км²; ширина Северного острова до 123 км, Южного — до 143 км.
Четвертичные отложения развиты локально. На юге проливом Карские Ворота (ширина — 50 км) отделяется от острова Вайгач.
Климат арктический, суровый. Зима продолжительная и холодная, с сильными ветрами (скорость катабатических (стоковых) ветров достигает 40-50 м/с) и метелями, в связи с чем Новую Землю в литературе иногда принято называть «Страной ветров». Морозы достигают −40 °C. Средняя температура самого тёплого месяца — августа — от 2,5 °C на севере до 6,5 °C на юге. Зимой разница между севером и югом достигает 4,6°. Разница в температурных условиях между побережьями Баренцева и Карского морей превышает 5°. Такая температурная асимметрия обусловлена разницей в ледовом режиме указанных морей. На самом архипелаге множество малых озёр; под лучами солнца температура воды в южных районах может достигать 18 °C.
Около половины площади Северного острова занимают ледники. На территории около 20 000 км² — сплошной ледяной покров, простирающийся почти на 400 км в длину и до 70—75 км в ширину. Мощность льда свыше 300 м. В ряде мест лёд спускается в фьорды или обрывается в открытое море, образуя ледяные барьеры и давая начало айсбергам. Общая площадь оледенения Новой Земли 29 767 км², из них около 92 % покровное оледенение и 7,9 % горные ледники. На Южном острове — участки арктической тундры.

## Полезные ископаемые
На архипелаге — в первую очередь, на Южном острове — известны месторождения полезных ископаемых — в основном, руд чёрных и цветных металлов. Наиболее значительным является Рогачёвско-Тайнинский марганцево-рудный район, по прогнозным оценкам — крупнейший в России. Марганцевые руды — карбонатные и окисные. Карбонатные руды, со средним содержанием марганца 8—15 %, распространены на площади около 800 км², прогнозные ресурсы категории Р2 составляют 260 млн т. Окисные руды, с содержанием марганца от 16—24 до 45 %, сосредоточены, в основном, на севере района — в Северо-Тайнинском рудном поле, прогнозные ресурсы категории Р2 составляют 5 млн т. По результатам технологических испытаний, руды пригодны для получения металлургического концентрата. Все залежи окисных руд могут разрабатываться открытым способом.
Выявлено несколько рудных полей (Павловское, Северное, Перевальное) с залежами полиметаллических руд. Павловское месторождение, расположенное в пределах одноимённого рудного поля, является пока единственным месторождением на Новой Земле, по которому утверждены балансовые запасы. Балансовые запасы свинца и цинка по категориям С1 + С2 составляют более 2,4 млн т, а прогнозные ресурсы категории Р1 — 7 млн т (утверждены МПР России на 01.01.2003 г.). Содержание свинца в рудах различается от 1,0 до 2,9 %, цинка — от 1,6 до 20,8 %. Прогнозные ресурсы Павловского рудного поля категории Р2 суммарно для свинца и цинка составляют 12 млн т (утверждены МПР России на 01.01.2003 г.). Кроме того, в качестве попутных оценены запасы серебра. Разработка месторождения возможна открытым способом.
Остальные рудные поля изучены гораздо меньше. Известно, что Северное рудное поле, помимо свинца и цинка, содержит в качестве попутных компонентов серебро (содержание — 100—200 г/т), галлий (0,1—0,2 %), индий, германий, иттрий, иттербий, ниобий.
На Южном острове известны проявления самородной меди и медистых песчаников.
Все известные рудные поля требуют дополнительного изучения, которое затрудняется природными условиями, недостаточной хозяйственной освоенностью и особым статусом архипелага.
В акватории морей, омывающих архипелаг, выявлен ряд геологических структур, перспективных для поиска нефтяных и газовых месторождений.
Штокмановское газоконденсатное месторождение, крупнейшее на российском шельфе, расположено в 300 км от побережья Новой Земли.

## История

### Древняя история и археологические находки
В древности Новую Землю населяло неизвестное племя, возможно, принадлежавшее к Усть-Полуйской археологической культуре. На острове Южный на полуострове Медный (восточное побережье пролива Костин Шар) в северной части побережья залива Малый губы Пропащая были обнаружены два каменных лабиринта.

### Открытие и первые исследования
Предположительно, Новую Землю открыли в XII—XIII веках новгородские купцы, однако убедительных историко-документальных подтверждений тому не имеется. Не удалось доказать первенство в открытии архипелага и древними скандинавами. Во всяком случае, название острова — сугубо древнерусского происхождения.
Из западных европейцев первым архипелаг посетил в 1553 году английский мореплаватель Хью Уиллоби, возглавивший по указу короля Эдуарда VI (1547—1553) экспедицию лондонской «Московской компании» для «отыскания Северо-Восточного прохода» и установления отношений с Русским государством.
В 1594 году первая экспедиция голландского путешественника Виллема Баренца обнаружила в губе Строгановой на Новой Земле русское поселение, погибшее от цинги. Участниками экспедиции были обнаружены в нескольких пунктах западного побережья Новой Земли следы пребывания русских. Очевидно, что в XV—XVI веках Новая Земля посещалась русскими промышленниками, ведущими зверобойный промысел.
На карте фламандского учёного Герарда Меркатора 1595 года Новая Земля выглядит ещё как единый остров или даже полуостров.
В ходе третьей своей экспедиции Баренц в 1596 году обогнул северную оконечность Новой Земли и осуществил зимовку на восточном побережье Северного острова в районе Ледяной гавани (1597). В 1871 году норвежской полярной экспедицией Эллинга Карлсена в этом месте была обнаружена сохранившаяся хижина Баренца, в которой были найдены посуда, монеты, настенные часы, оружие, навигационные инструменты, а также письменный отчёт о зимовке.

### Экспедиции XVII—XVIII веков

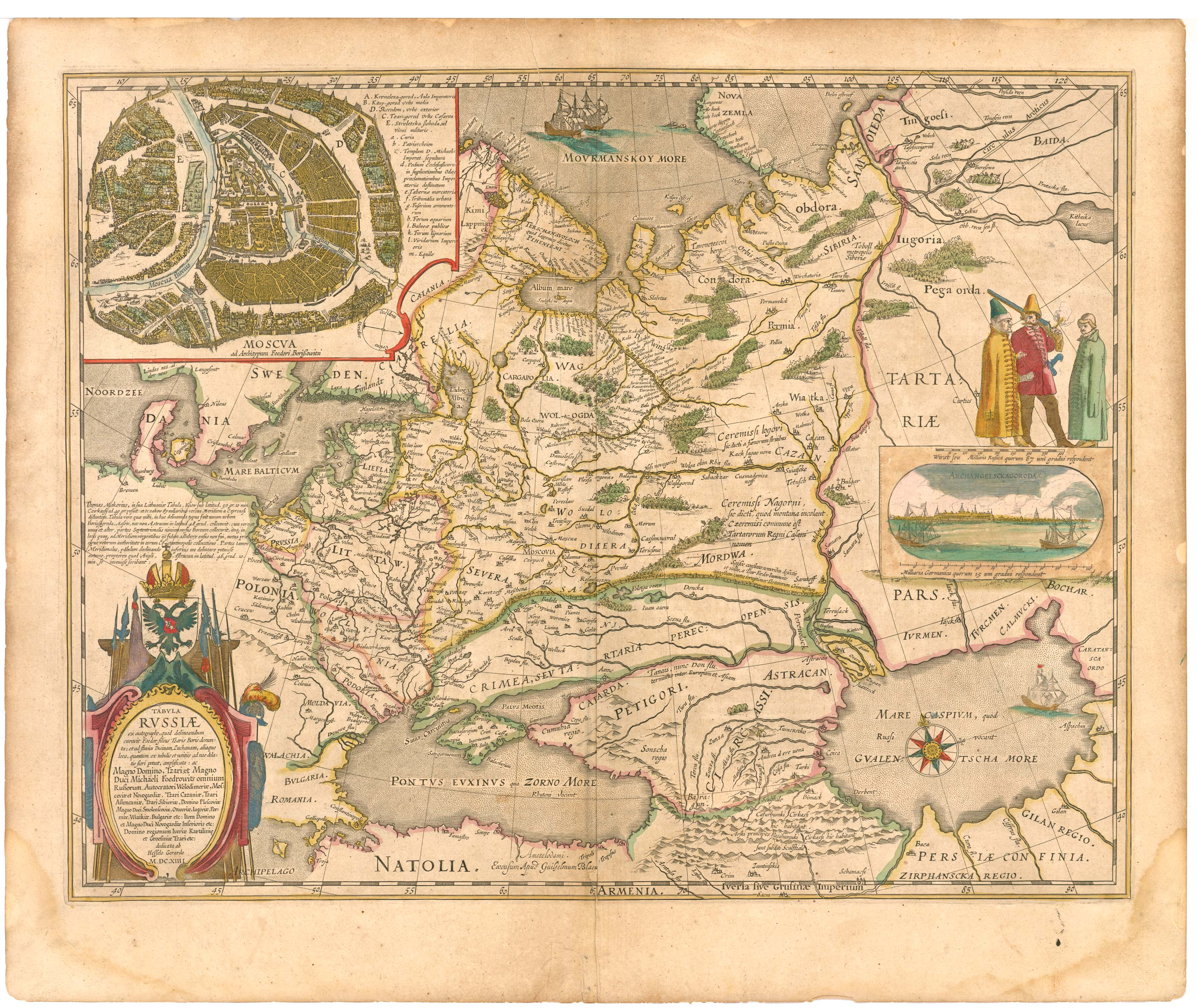
«Мурманское море» и Новая Земля на карте России из атласа Блау, 1645 г.

В 1652 и 1671 годах по указу царя Алексея Михайловича для поиска серебряных руд на Новую Землю отправлялись экспедиции Романа Неплюева и Ивана Неклюдова, почти все участники которых погибли.
В 1671 году в Париже вышло сочинение «Путешествие в Северные Страны», автор которого — дворянин из Нормандии Пьер-Мартен де Ламартиньер — посетил Новую Землю в 1653 году на корабле датских купцов. Спустившись на берег Южного острова на трёх шлюпках, датские моряки и Мартиньер встретили там вооружённых луками охотников-самоедов, поклонявшихся деревянным идолам.
Известный голландский учёный-естествоиспытатель Николаас Витсен в книге «Северная и Восточная Тартария» (1692) — первом в Западной Европе научном труде о Сибири и Русском Севере — сообщает, что Пётр Первый намеревался выстроить на Новой Земле военный форт.
В 1760—1761 годах кормщик-помор Савва Лошкин впервые прошёл на лодье с юга на север вдоль восточного берега Новой Земли, потратив на это два года.
Первым русским исследователем Новой Земли считается штурман Фёдор Розмыслов (ум. 1771). В июле 1768 году экспедиция под начальством Розмыслова на трёхмачтовом коче провела промеры и исследования пролива Маточкин Шар, составив подробное физико-географическое, метеорологическое его описание и подробную карту его побережья. Архангелогородский губернатор А. Е. Головцын направил рапорт с копиями научных результатов экспедиции Розмыслова императрице Екатерине II.

### Исследования XIX века
В 1806 году канцлером Н. П. Румянцевым выделены были средства для поиска серебряной руды на Новой Земле. Экспедиция во главе с горным чиновником В. Лудловым на одномачтовом шлюпе «Пчела» не нашла серебра, но обнаружила залежи гипса и впервые произвела съёмку побережья архипелага от Костина Шара до Маточкина Шара.
В 1821—1824 годах лейтенант Ф. П. Литке возглавил четыре экспедиции к архипелагу на военном бриге «Новая Земля». Экспедиции под руководством Литке сделали опись западного берега Новой Земли от пролива Карские ворота до мыса Нассау, а также выполнили ряд метеорологических, геомагнитных и астрономических наблюдений.
В 1832—1833 годах экспедиция П. К. Пахтусова на одномачтовом беспалубном карбасе «Новая Земля» составила первую карту всего восточного побережья Южного острова архипелага.
В 1837 году на шхуне «Кротов» под командованием прапорщика А. К. Цивольки и небольшой лодье «Св. Елисей» к берегам Новой Земли направилась из Архангельска экспедиция Императорской Академии наук под руководством академика Карла Бэра. Были обследованы: реки Маточка и Чиракина в проливе, губа Серебрянка, губа Безымянная, устье реки Нехватовой, окрестности пролива Костин Шар. Экспедиция пробыла на островах около полутора месяцев, собрав уникальные естественно-научные коллекции.
В 1838 году под начальством прапорщика А. К. Цивольки на Новую Землю была отправлена новая экспедиция на шхунах «Новая Земля» и «Шпицберген».
Несмотря на успехи в научном исследовании, вплоть до конца XIX века Новая Земля была фактически необитаемым архипелагом, возле которого ловили рыбу и охотились поморы и норвежцы. Ни те, ни другие поселиться и жить на островах не могли, и Новая Земля оставалась только перевалочным пунктом. Время от времени возникали мелкие дипломатические конфликты, в которых Российская империя неизменно заявляла, что «Архипелаг Новая Земля является во всей целостности российской территорией».
В 1870 году под командой вице-адмирала К. Н. Посьета к Новой Земле были направлены корвет «Варяг» и клипер «Жемчуг». На борту кораблей находились брат царя великий князь Алексей Александрович, архангельский губернатор Н. А. Качанов, академик А. Ф. Миддендорф. Поход должен был продемонстрировать права России на владение Новой Землёй.

### Начало освоения Новой Земли
Первый постоянный житель архипелага — Фома Вылка. Постоянно проживал с 1869 года, когда перевёз на карбасе с Печоры семью: жену, 2 сыновей и 2 дочерей.
Вслед за ними, на постоянное жительство на Новую Землю в 1872 году переселилось несколько ненецких семей. В 1877 году основано было становище Малые Кармакулы, куда по распоряжению администрации переселены 6 ненецких семей в количестве 24 человек.
Летом 1879 года архипелаг посетила военно-морская экспедиция капитана I ранга князя Л. А. Ухтомского, оставившего интересное географическое описание самих островов и этнографическое описание их временного населения — самоедов (ненцев).
В 1887—1888 и 1890—1891 годах путешественник, этнограф, писатель и журналист К. Д. Носилов, по поручению Императорского Русского географического общества, провёл на Новой Земле три зимовки.
Первые две проводились им на станции Малые Кармакулы на острове Южный, являвшейся тогда единственным русским поселением на архипелаге. Ликвидация его могла привести к потере контроля со стороны России над островами и захвату их норвежцами.
Прибыв на побережье залива Моллера 19 июня 1887 года, К. Д. Носилов поселился в доме станции Общества спасания на водах. Вместе со священником отцом Ионой, командированным Архангельской епархией, матросами и несколькими самоедами он восстановил в Малых Кармакулах повреждённую ураганом православную часовню, что способствовало привлечению на остров русских промышленников из Архангельска. Во время этих зимовок К. Д. Носилов исследовал побережье самого острова и пересекавший его горный хребет, местную флору и фауну, направления миграции животных, а также изучил язык и бытовую культуру переселённых туда семей самоедов.
Весной 1889 года с двумя ненцами на собачьих упряжках К. Д. Носилов совершил почти тысячекилометровый переход по Южному и Северному островам, от Малых Кармакул до заливов Канкрина, Чекина, Медвежьего и Незнаемого. В 1889 году на Кармакульской станции он открыл «самую северную школу» для детей ненцев.
Третья зимовка К. Д. Носилова в 1890—1891 годах проходила на берегу пролива Маточкин Шар, где он основал первую на архипелаге метеорологическую станцию.

### XX век
В 1901 году на Новую Землю прибыл известный полярный художник Александр Борисов, встретивший там и взявший к себе в проводники молодого ненца Тыко Вылку. Во время 400-километровой поездки по Новой Земле на собаках Борисов постоянно делал зарисовки. Заметив талант заинтересовавшегося живописью юного ненца, Борисов обучил Тыко Вылку живописи. Художник и писатель Степан Писахов также отмечал талант Вылки и подарил ему краски и карандаши.
В 1909 году на Новую Землю приезжает полярный исследователь Владимир Русанов, который вместе с Тыко Вылкой и капитаном Григорием Поспеловым обследовал весь архипелаг и составил его точное картографическое описание.
В 1910 году на Северном острове был организован Ольгинский посёлок в губе Крестовой, ставший на тот момент самым северным (74°08′ с. ш.) населённым пунктом Российской империи.
Новоземельская экспедиция 1911 года, исследуя Южный остров, набрела на вымерший посёлок русских промышленников, о существовании которого до того времени не было известно. Расположенный на Чёрном Носу в заливчике без названия, нигде не отмеченный на картах, посёлок представлял собой печальное зрелище: разбросанные по всем направлениям человеческие черепа, скелеты, кости. Кресты, стоящие тут же, очевидно на кладбище, совершенно обветшали и истлели, перекладины отвалились, и надписи на них стёрлись. Всего экспедиция насчитала тут останки примерно 13 человек. Вдали возвышались ещё три полуразрушенных креста.
В 1921 году с согласия советской власти Новую Землю исследовала норвежская геологическая экспедиция Олафа Хольтедаля. Экспедиция прошла проливом Маточкин Шар, изучила Машигину губу, нанесла на карту ряд островов. Хольтендаль совершил на лыжах экспедицию по леднику. Норвежцы также обследовали Горбовы и Крестовые острова, полуостров Адмиралтейства. От Грибовой губы норвежцы проходили вглубь суши. Из Грибовой губы экспедиция вернулась в Норвегию. По итогам экспедиции к концу 1920-х годов были подготовлены два тома по флоре и фауне Новой Земли. Также были собраны палеонтологические коллекции, составлена карта Машигиной губы (по ней удалось при сравнении со съемками Русанова 1909 года выявить изменения ледников).

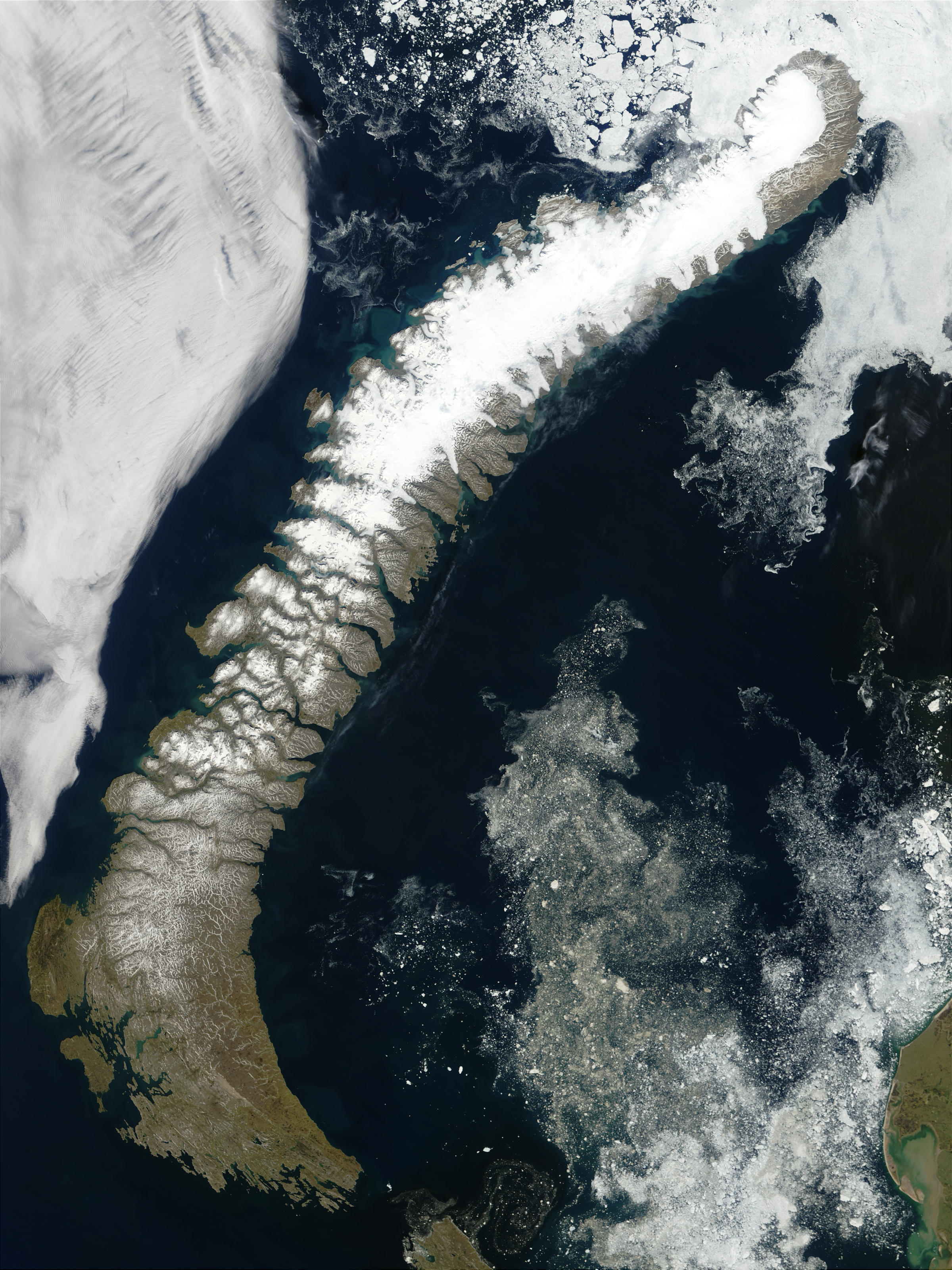
Новая Земля. Вид из космоса

Первые выборы островного Совета депутатов состоялись 15 марта 1925 года.
С 27 марта 1927 года Новая Земля, как и другие острова Северного Ледовитого океана, управлялись по особому Положению ВЦИК и СНК РСФСР. В 1929 году они перешли в непосредственное ведение исполнительного комитета Северного края.
В 1939 году ввиду обострения отношений с Финляндией, на Новую Землю и в Норильск перебрасывается Соловецкая тюрьма, как близкая к границе. Начинается крупномасштабное строительство заключёнными военных и промышленных объектов на архипелаге, транспортной инфраструктуры. Осваивать новые «зоны» посылались первопроходцы — политические заключённые осужденные по 58-й статье — из переброшенных на архипелаг заключённых живыми с Новой Земли никто не вернулся, а если вернулись, мемуаров не написали.
Перед началом Великой Отечественной войны на архипелаге насчитывалось 12 постоянных поселений. 18 августа 1942 года была образована Новоземельская военно-морская база в составе Беломорской военной флотилии, 10 сентября было закончено строительство аэродрома в Рогачёво, 25 сентября — морского аэродрома в бухте Самоед, оборудованы пирсы в бухте Белушья Губа.
После выселения ненцев на материк, решением исполкома Архангельского областного Совета депутатов трудящихся от 15 июля 1957 года с 1 августа 1957 года был упразднён Новоземельский островной совет в соответствии с постановлением Президиума Верховного Совета РСФСР № 764 от 27.08.1956 года.
В 1957 году на архипелаге был создан полигон для испытаний ядерного оружия.

### Современность
С 1988 по 2014 год на архипелаге работала Морская арктическая комплексная экспедиция (МАКЭ) Российского научно-исследовательского института культурного и природного наследия им. Д. С. Лихачева под начальством и научным руководством П. В. Боярского.
В 2009 году по инициативе географа и полярного исследователя П. В. Боярского на севере архипелага Новая Земля был создан национальный парк «Русская Арктика».
В 2015 году гидрографами Северного флота было зафиксировано образование семи мысов и четырёх проливов, открыто девять островов в российской части Арктики.
Всего же в районе архипелагов Новая Земля и Земля Франца-Иосифа в совокупности за период 2015—2019 годов было обнаружено и зарегистрировано около 40 новых островов, мысов и бухт — в том числе благодаря энтузиастам, при анализе спутниковых снимков.

## Топонимика
Острова Крапивина были нанесены на карту в 1832 году П. К. Пахтусовым, им же присвоено название по фамилии члена экспедиции П. К. Пахтусова кондуктора Корпуса флотских штурманов Николая Михайловича Крапивина (1800—?).
Острова Кокина, остров Котельникова и острова Ланга были нанесены на карту в 1833 году П. К. Пахтусовым. Острова Кокина он назвал по фамилии правителя канцелярии Архангельского порта Андрея Ивановича Кокина, остров Котельникова — по фамилии лейтенанта Александра Григорьевича Котельникова (?—1829), а острова Ланга — по фамилии лекаря Ивана Яковлевича Ланга (1805—?).
Остров Кремера был обследован в 1889 году экипажем шхуны «Бакан» и назван в честь Оскара Карловича Кремера.
Остров Копосова получил название в 1929 году участниками Северной гидрографической экспедиции в честь участника экспедиции, советского гидрографа Василия Васильевича Копосова (1898—1938).
Скала Котлова была названа в 1935 году по фамилии промышленника Ивана Андриановича Котлова.

## Население

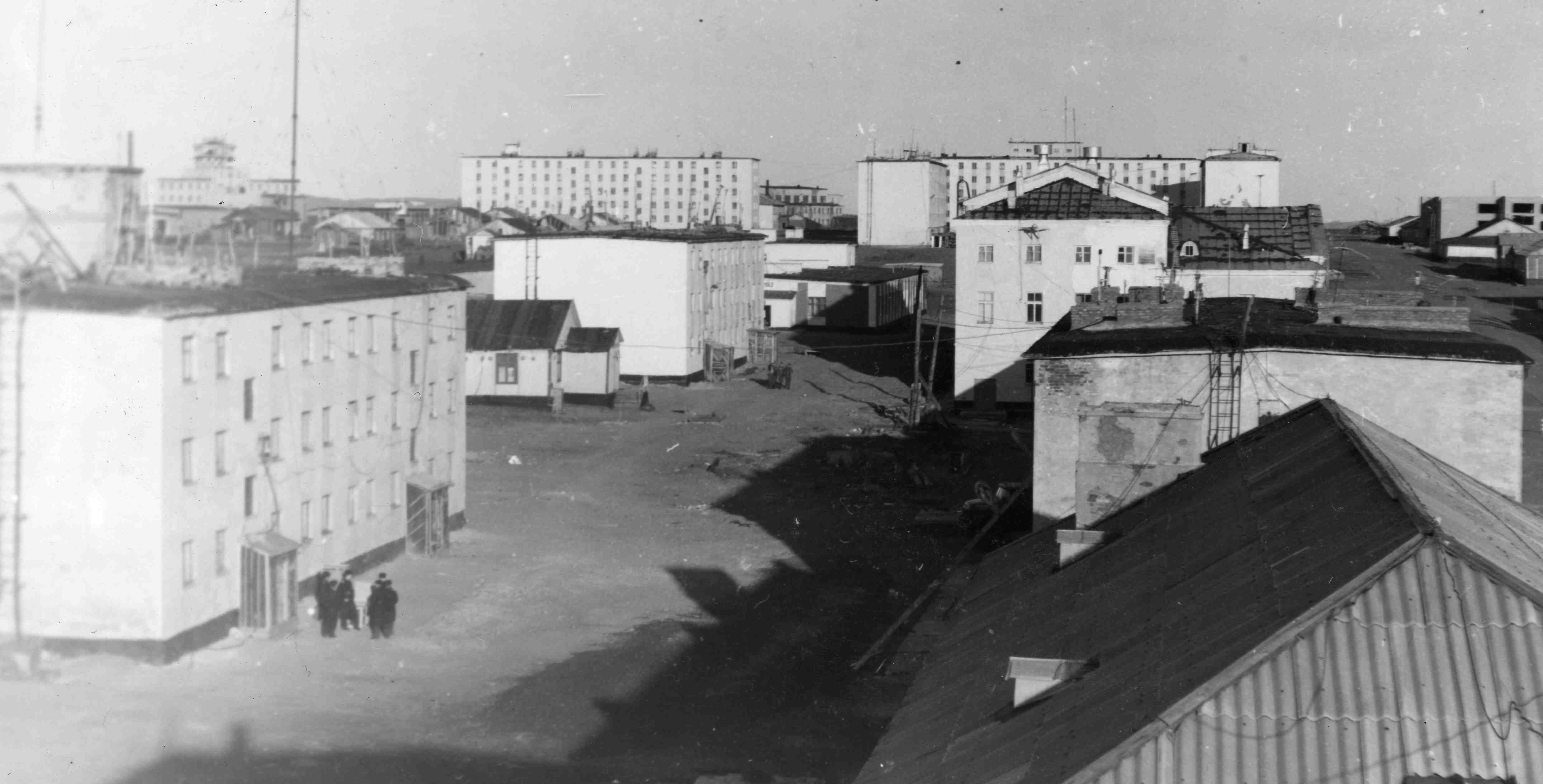
Рогачёво (посёлок)

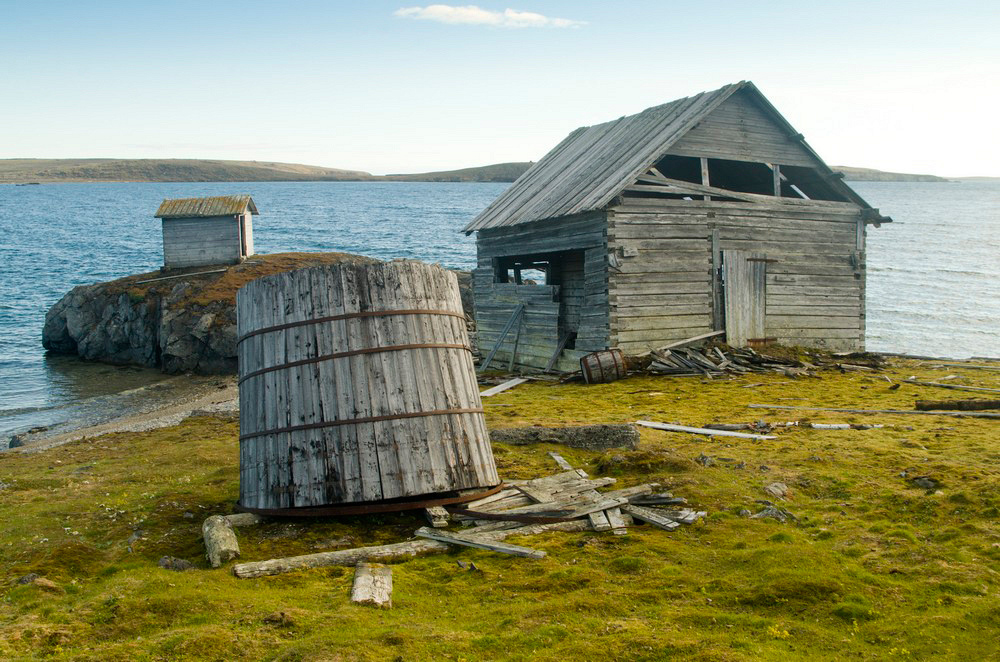
Становище Русаново

В административном плане архипелаг является отдельным муниципальным образованием Архангельской области — городской округ «Новая Земля». Для въезда на Новую Землю нужен особый пропуск.
До начала 1990-х гг. само существование населённых пунктов на Новой Земле было государственной тайной. Почтовым адресом посёлка Белушья Губа был «Архангельск-55», посёлка Рогачёво и «точек», расположенных на Южном острове и юге Северного острова — «Архангельск-56»; «точек», расположенных на севере Северного острова и Земле Франца-Иосифа — «Красноярский край, остров Диксон-2» (сообщение с ними через Диксон и поддерживалось). В административном центре — посёлке городского типа Белушья Губа, расположенном на Южном острове, проживает 2861 человек (2022). Второй населённый пункт на Новой Земле, существующий в настоящее время, — посёлок Рогачёво (715 чел., 2022), в 12 км от Белушьей Губы. Здесь находится военный аэродром — Амдерма-2. В 350 км к северу на южном берегу пролива Маточкин Шар — посёлок Северный (без постоянного населения), база подземных испытаний, горных и строительно-монтажных работ. На Северном острове в настоящее время населённых пунктов нет.
Коренное население — ненцы — было полностью выселено с островов в 1950-х годах, когда был создан военный полигон. Население посёлков главным образом составляют военные и строители.
Согласно результатам Всероссийской переписи населения 2010, население Новой Земли составляет 2429 человек и сосредоточено только в двух населённых пунктах — Белушья Губа и Рогачёво.

## Флора и фауна

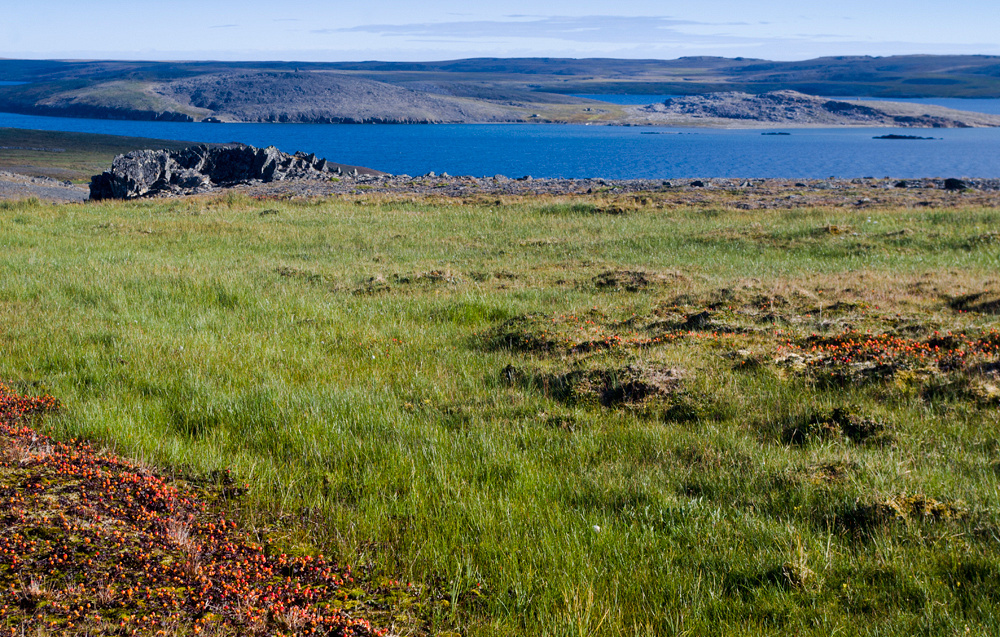
Полуостров Русанова

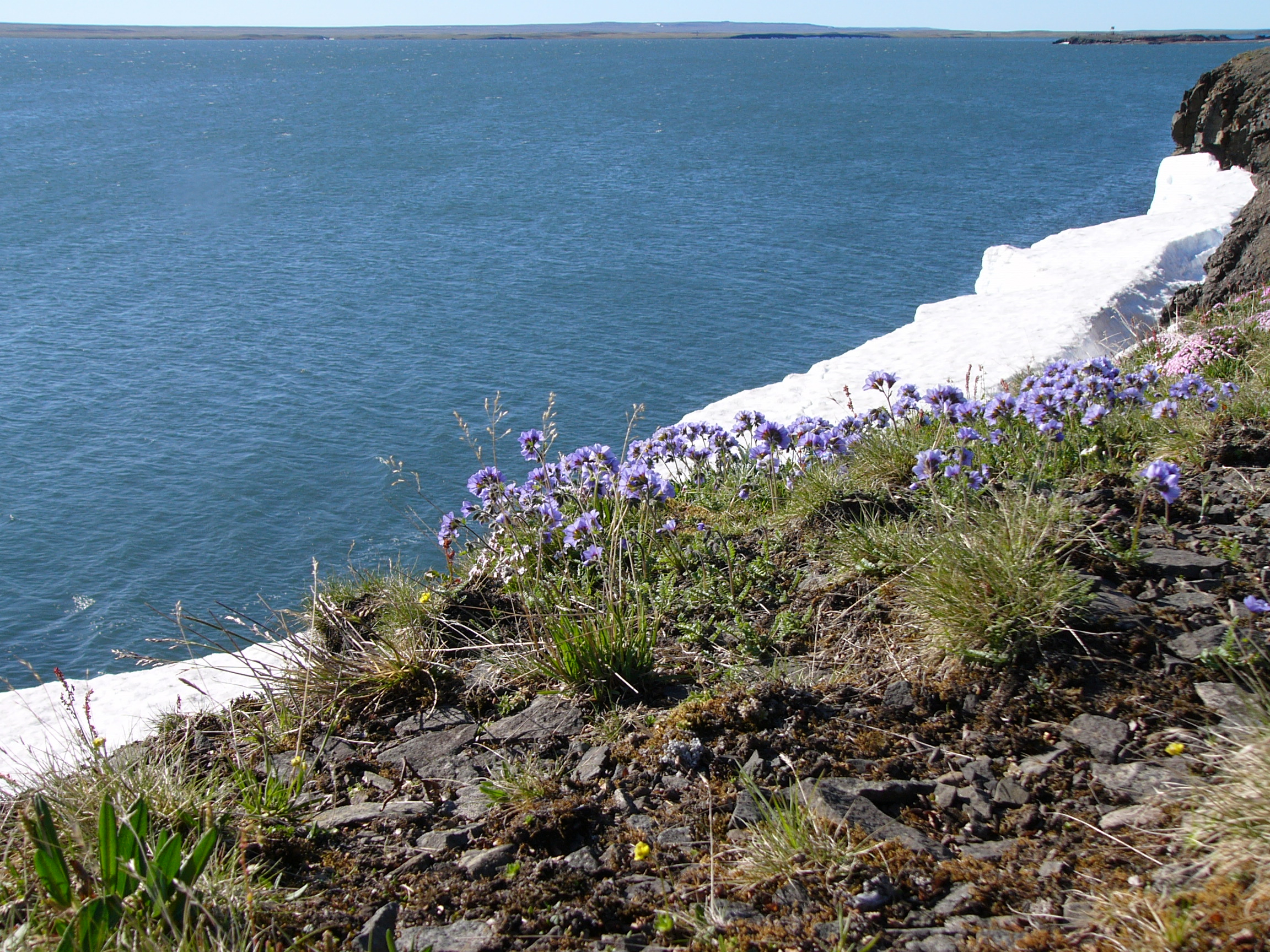

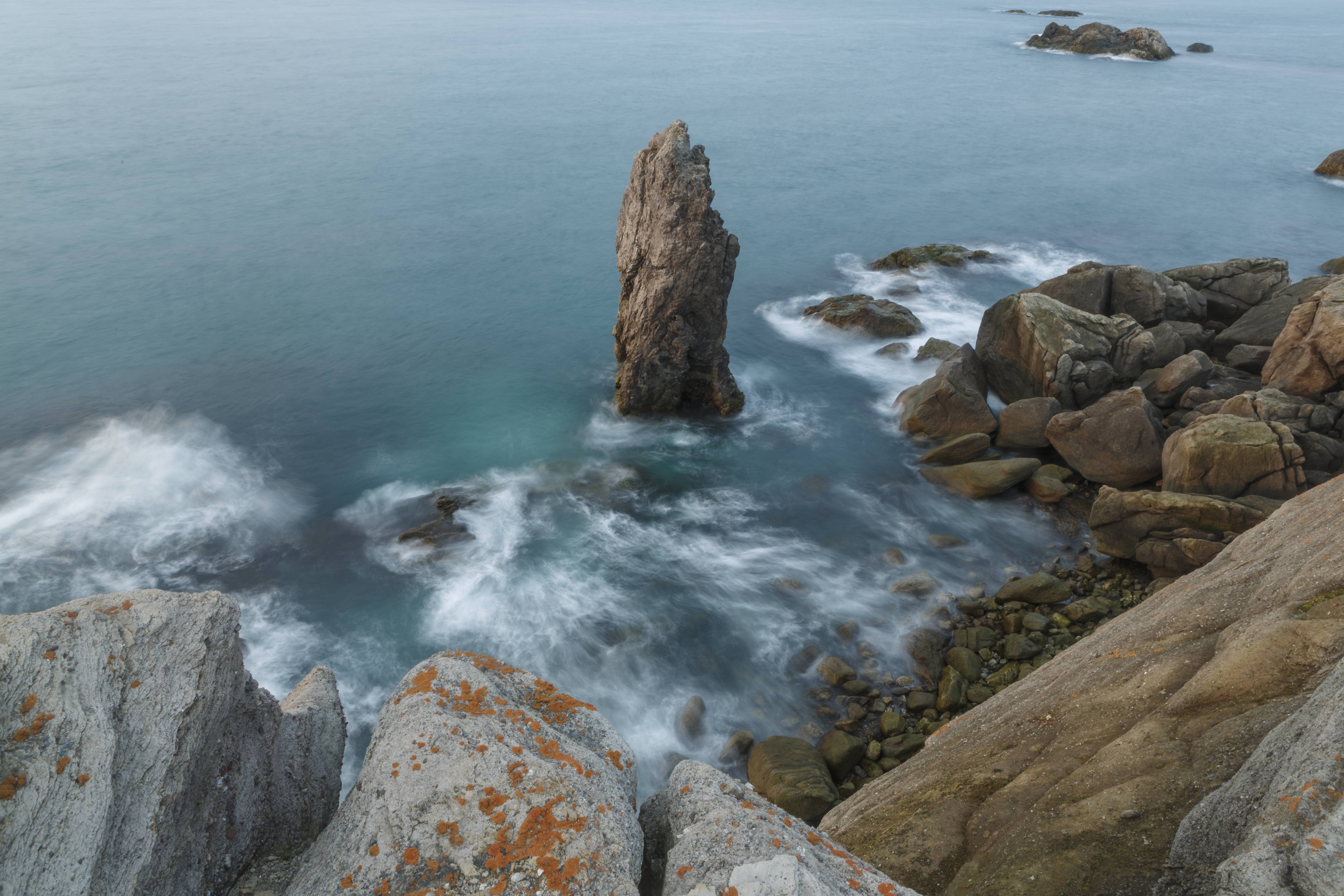
Национальный парк Русская Арктика: северная часть архипелага Новая Земля

Архипелаг Новая Земля представляет уникальный природный регион. Её фауна и флора всё ещё сохраняет естественное состояние как результат малонаселённости и малого техногенного вмешательства человека. Экосистемы Новой Земли принято относить к биомам арктических пустынь (Северный остров) и арктической тундры.
Главная роль в формировании фитоценозов принадлежит мхам и лишайникам. Последние представлены видами кладоний, высота которых не превышает 3—4 см. Значительную роль играют также арктические травянистые однолетники. Характерными для скудной флоры островов растениями являются стелющиеся виды, такие как ива ползучая (Salix reptans), камнеломка супротивнолистная (Saxifraga oppositifolia), горный лишайник и другие. Растительность в южной части составляет в большинстве карликовые берёзы, мох и низкая трава, в районах вблизи рек, озёр и заливов растёт множество грибов: грузди, опята и др.
В озере Гусином водится пресноводная рыба, в частности арктический голец.
В акватории архипелага наблюдается зоопланктон, в том числе — эвфаузииды и криль. Бентос тоже богат: районы с его высокой биомассой приходятся на ледовую кромку.
На архипелаге Новая Земля, по объединённым данным различных авторов, выявлено 6 видов шмелей. На острове Южном архипелага найдено 6 видов дневных бабочек. Приморское положение районов может существенно ограничивать число видов в местных фаунах бабочек из-за неблагоприятных природно-климатических условий. Время лёта булавоусых чешуекрылых обычно очень короткое и приходится на наиболее тёплый период, при этом сроки лёта могут существенно смещаться в зависимости от погодных условий.
На островах архипелага можно обнаружить крупнейшие в российском районе Арктики птичьи базары. Здесь селятся кайры, атлантические тупики, чайки. Из птиц наиболее обычны полярная крачка, поморники (короткохвостый, длиннохвостый, средний), зимняк, бургомистр, белая куропатка, гуменник, белолобый гусь, полярная сова, гага обыкновенная, лапландский подорожник, рогатый жаворонок, обыкновенная каменка, обыкновенная чечетка, пуночка, различные кулики (чернозобик, плавунчики, песочники, песчанка). Также встречаются лебеди — малый и кликун. Водоплавающие птицы и кулики встречаются преимущественно на озёрах, в заболоченных низинах, на реках и ручьях. В зоне арктических тундр основу орнитофауны почти во всех местообитаниях составляет пуночка, также наиболее многочисленными и распространёнными являются галстучник, рогатый жаворонок, гуменник и морской песочник. В зоне полярных пустынь население птиц крайне бедное — дефицит кормовой базы для наземных птиц и экстремальные климатические условия приводит к резкому снижению численности одних видов и полному отсутствию других. Поддерживать высокую численность в зоне полярных пустынь способны лишь виды, так или иначе связанные с морем, поэтому в орнитофауне этой зоны преобладают чайковые (бургомистр, белая чайка, поморники, полярная крачка) и кулики (морской песочник); из воробьиных обитает только пуночка.
Млекопитающие менее многочисленны, чем птицы и реже встречаются. Из них распространены песцы, лемминги, а также северный олень. Белые медведи приходят в южные районы с наступлением холодов, представляя собой угрозу для местных жителей. Если песец и лемминги являются постоянными обитателями, то олень и белый медведь активно мигрируют по острову. Лемминг относится к редким видам на территории острова, но его численность заметно колеблется в разные годы. Из морских животных встречаются нерпа, морской заяц, моржи, киты, включая белуху. В прошлом, в XVI—XVIII веках, в акваторию заплывали атлантический морж (Odobenus rosmarus rosmarus), гренландский тюлень, хохлач и серый тюлень. К настоящему времени численность этих животных сильно снизилась и они практически исчезли из района Новой Земли. На севере архипелага (Большие и Малые Оранские острова, остров Гемскерка и в некоторых других) сохранились небольшие лежбища моржей.

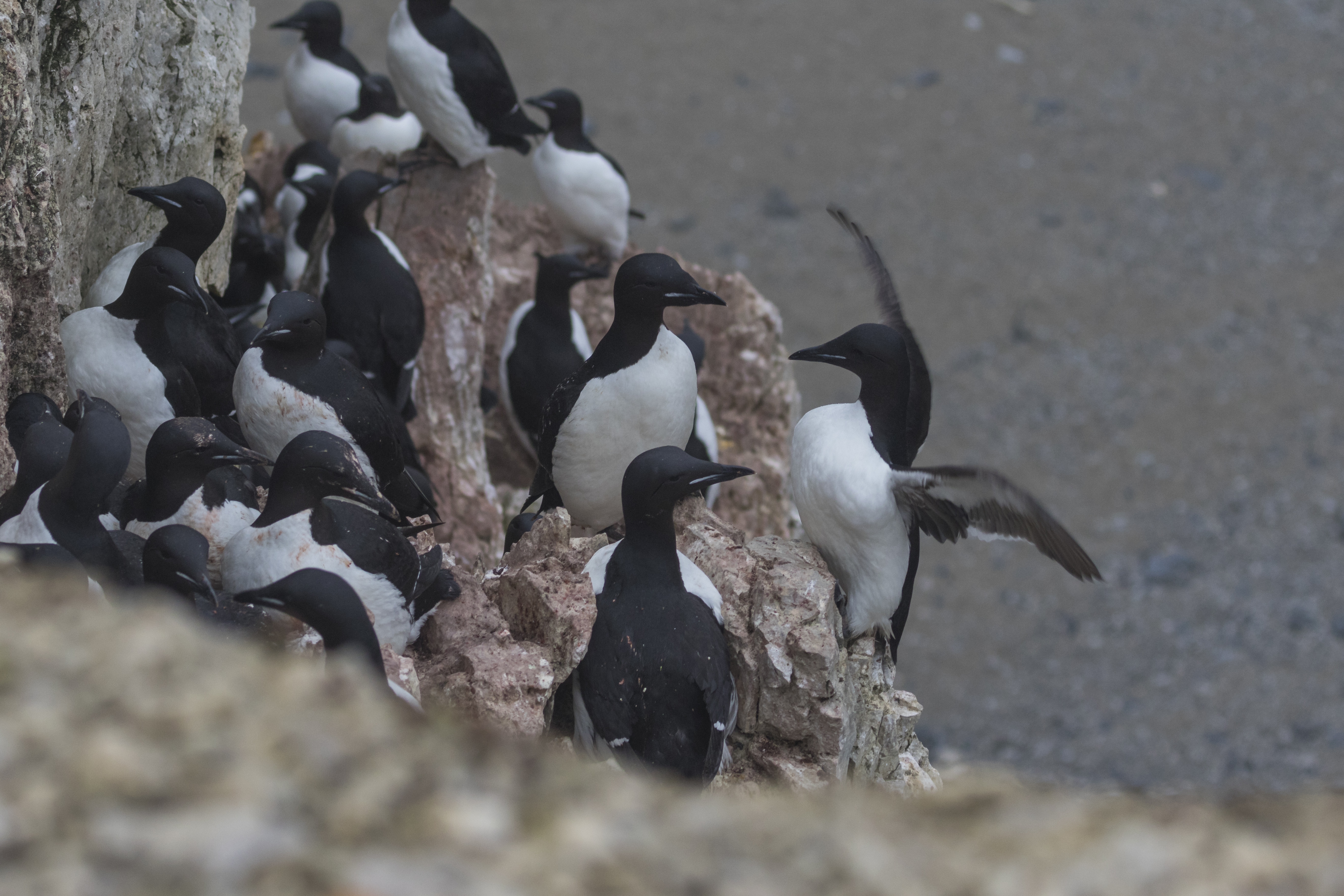
Колония кайр
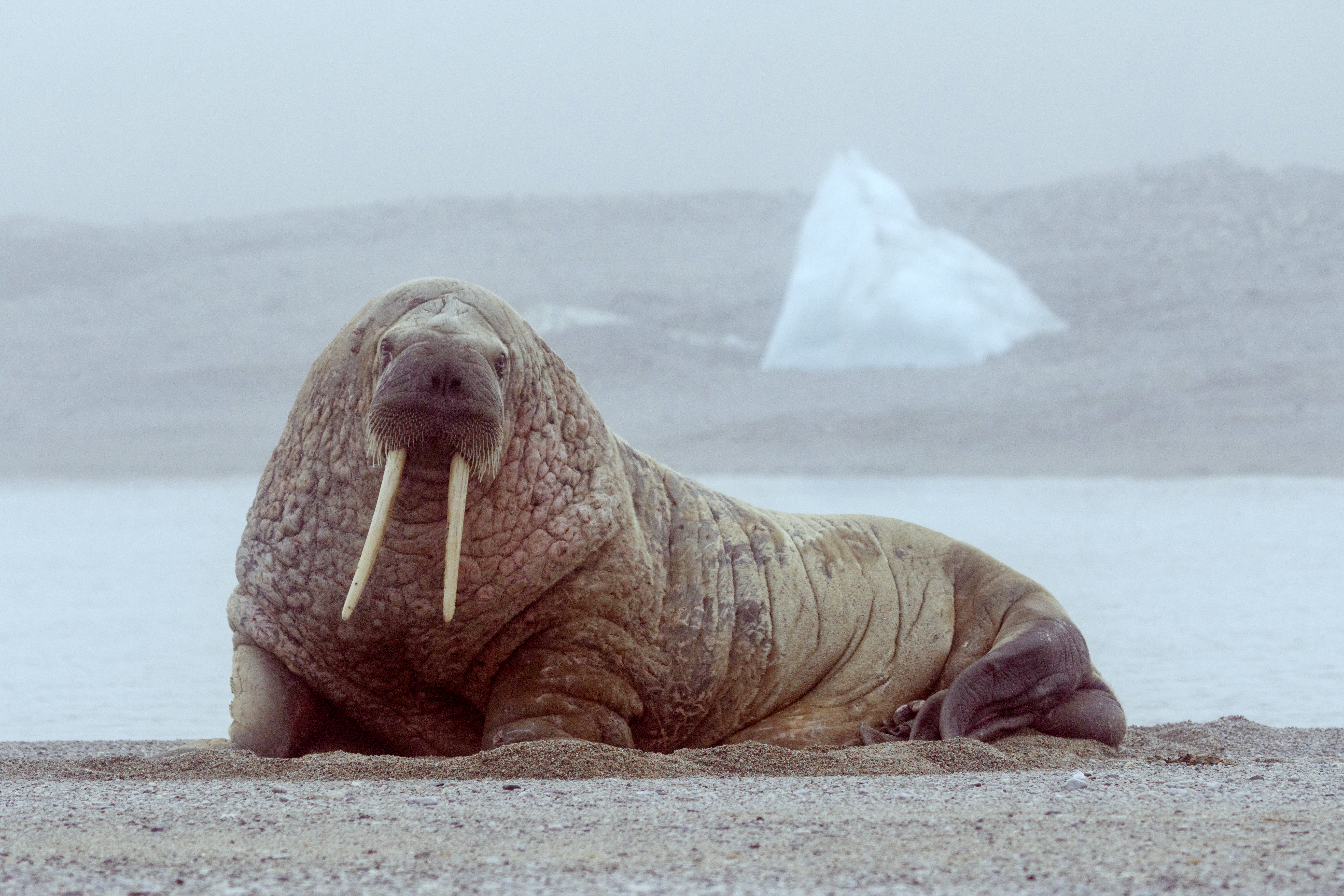
Атлантический морж
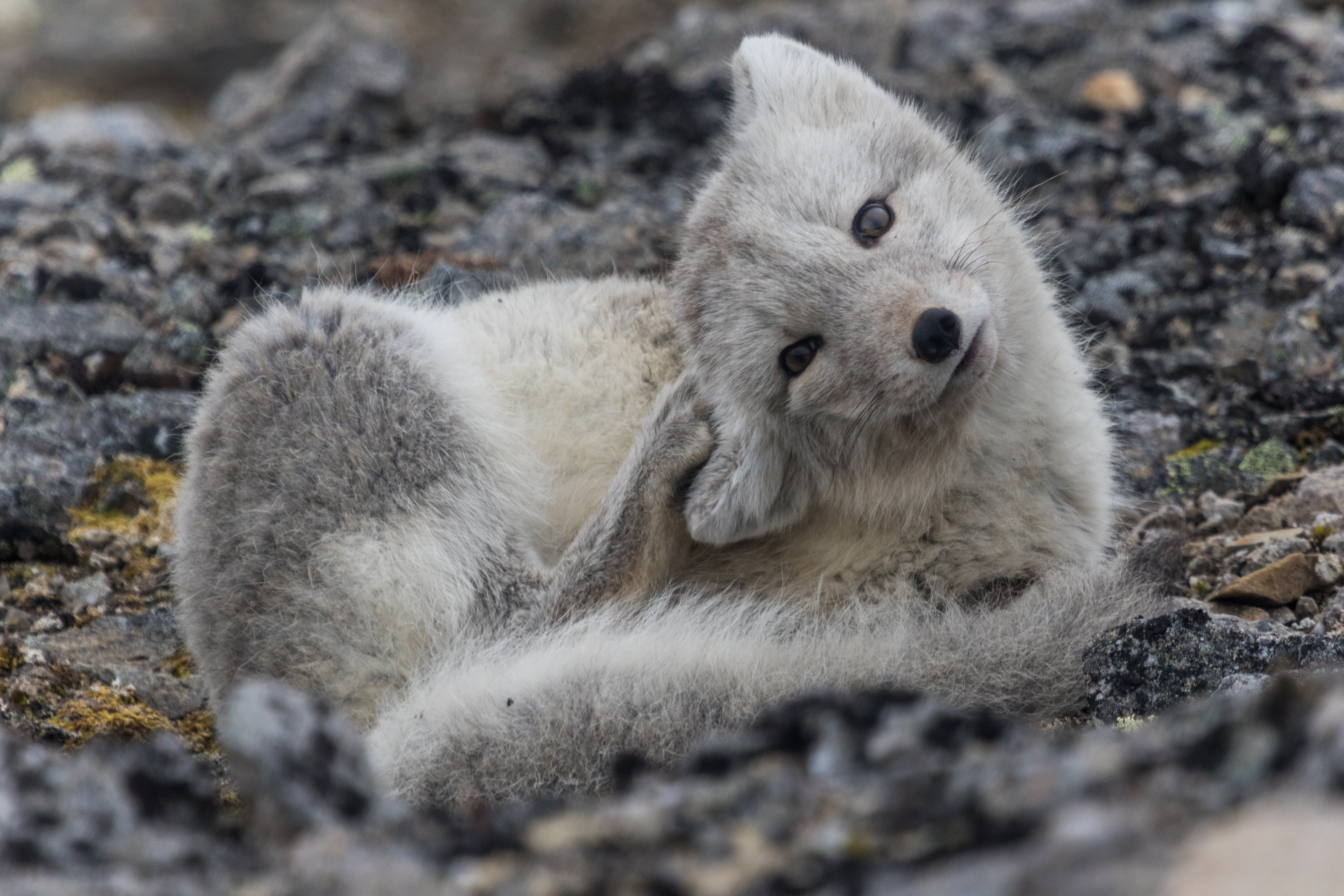
Песец
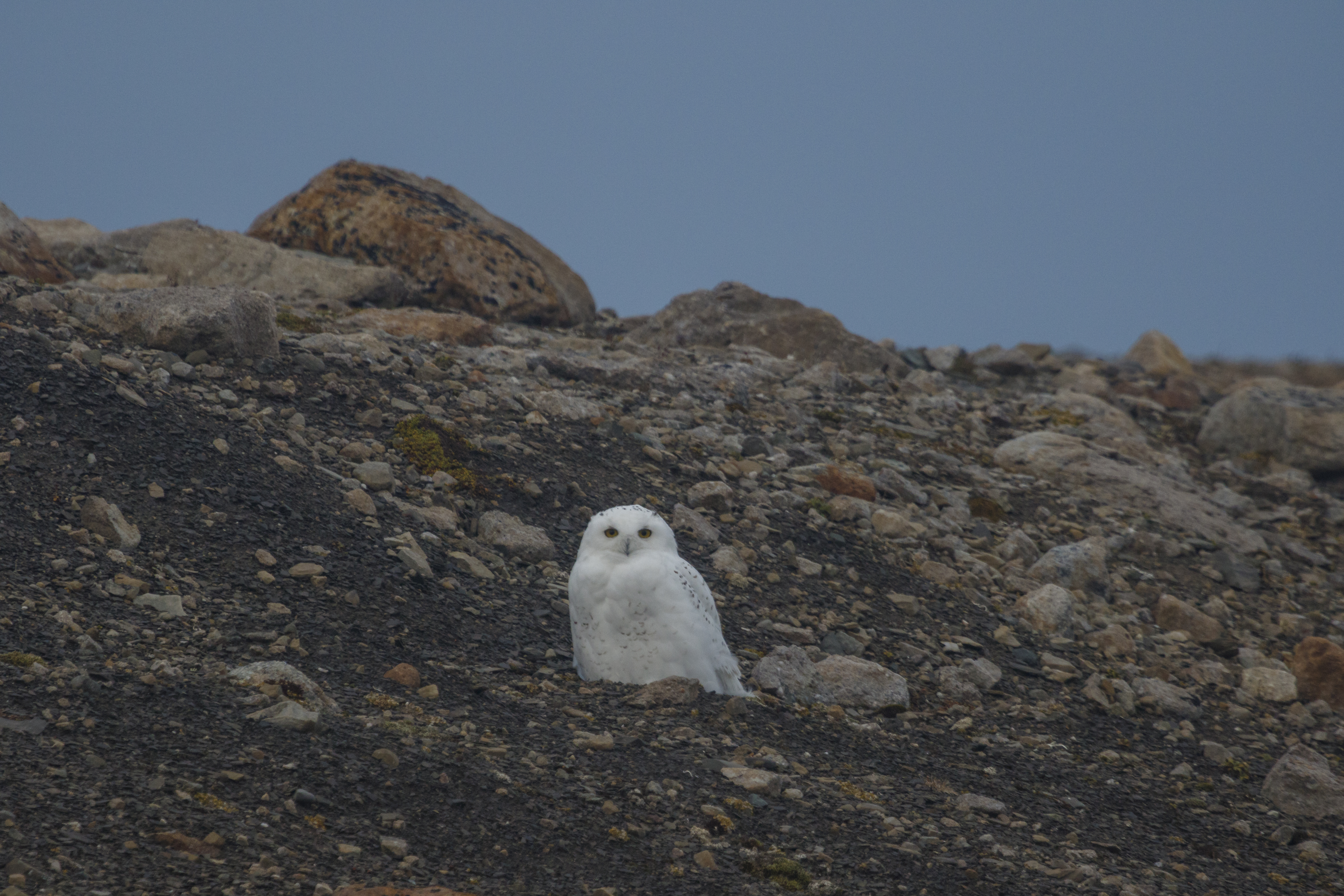
Полярная сова
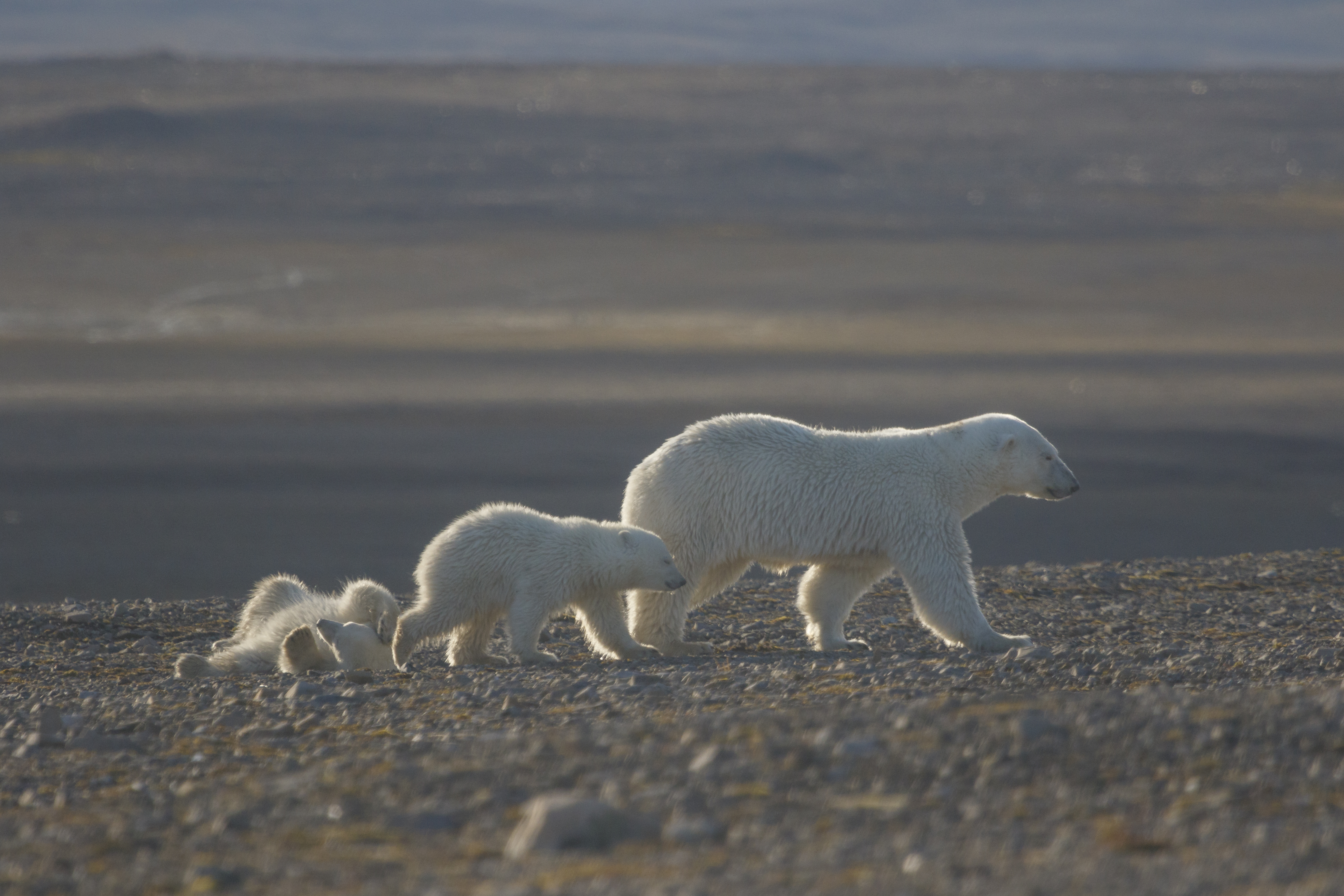
Белая медведица с медвежатами

### Национальный парк Русская Арктика
В северной части архипелага Новая Земля находится Национальный парк Русская Арктика. В состав национального парка, созданного 5 июня 2009 года, вошли земли запаса общей площадью 1 426 000 га, из них суша — 632 090 га, морские акватории — 793 910 га. В регионе располагаются крупнейшие в Северном полушарии «птичьи базары» (кайры и гаги), лежбища моржей, обитают белые медведи, гренландский кит, песцы, гренландские тюлени и нерпы. Парк создан для сохранения уникальной природы Арктики. Инициатором создания национального парка стал географ и полярный исследователь П. В. Боярский. В национальном парке доминирующими являются морские, береговые и приморские экосистемы — основное видовое разнообразие животных и растений зависит от одноимённых кормовых ресурсов или местообитаний.
Флора типична для высокоарктической и арктической тундры, и представлена характерными растениями: полярный мак, камнеломки, крупки, полярная ива и др. На территории парка Русская Арктика обитает несколько видов животных, занесённых в Красную книгу России и Международную Красную книгу: белый медведь, атлантический морж, нарвал, беломордый дельфин, гренландский кит, новоземельский подвид северного оленя, а также целый ряд охраняемых видов птиц, включая чёрную казарку, толстоклювую кайру.
Уникально и культурное наследие национального парка: здесь находятся места и объекты, связанные с историей открытия и освоения российской Арктики с XVI века, в частности, связанные с деятельностью русских полярных исследователей Русанова и Седова, а также стоянки голландского мореплавателя Виллема Баренца, открывшего эти земли для западных европейцев, и русских поморов, бывавших там задолго до него.

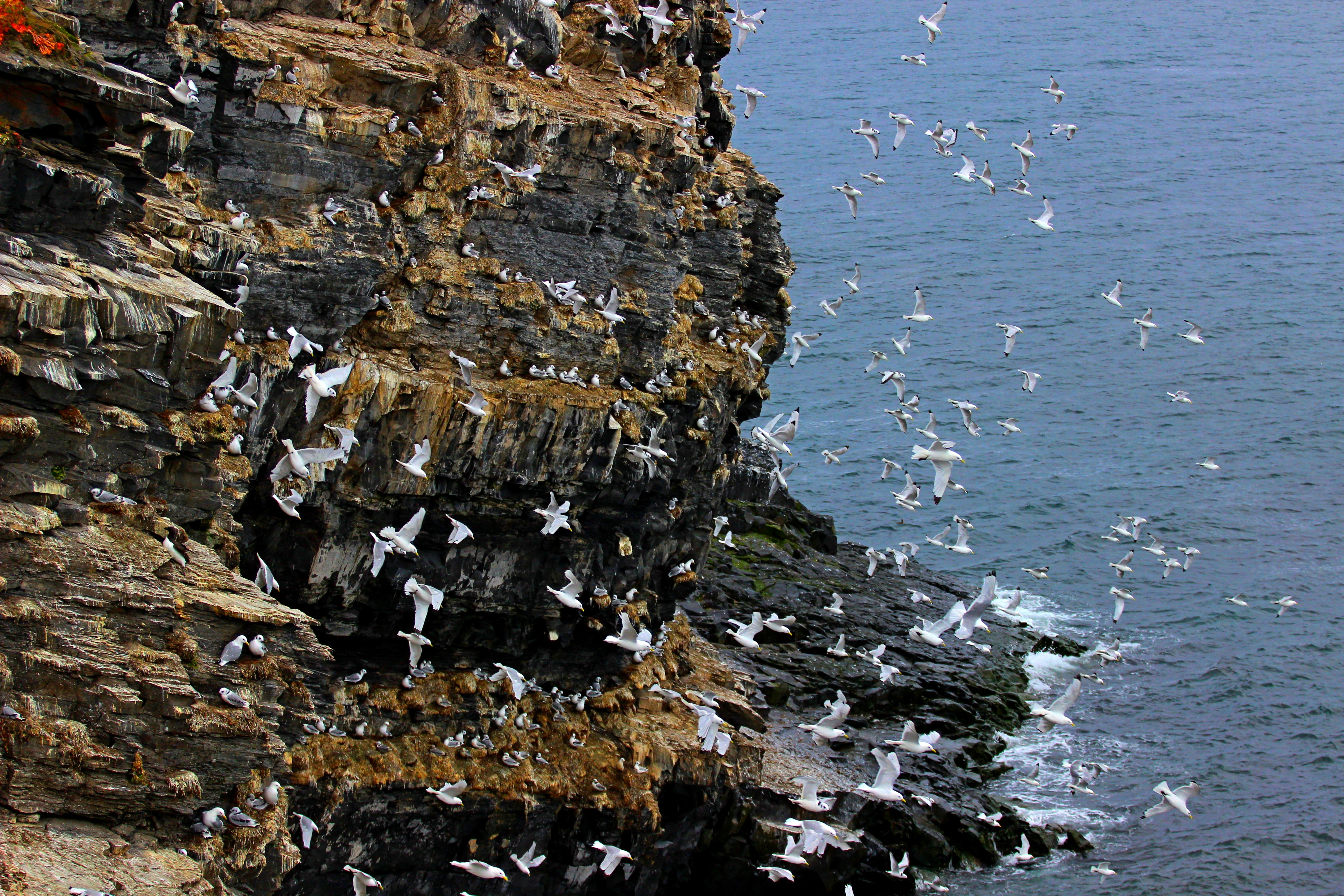
Птичий базар на территории Национального парка
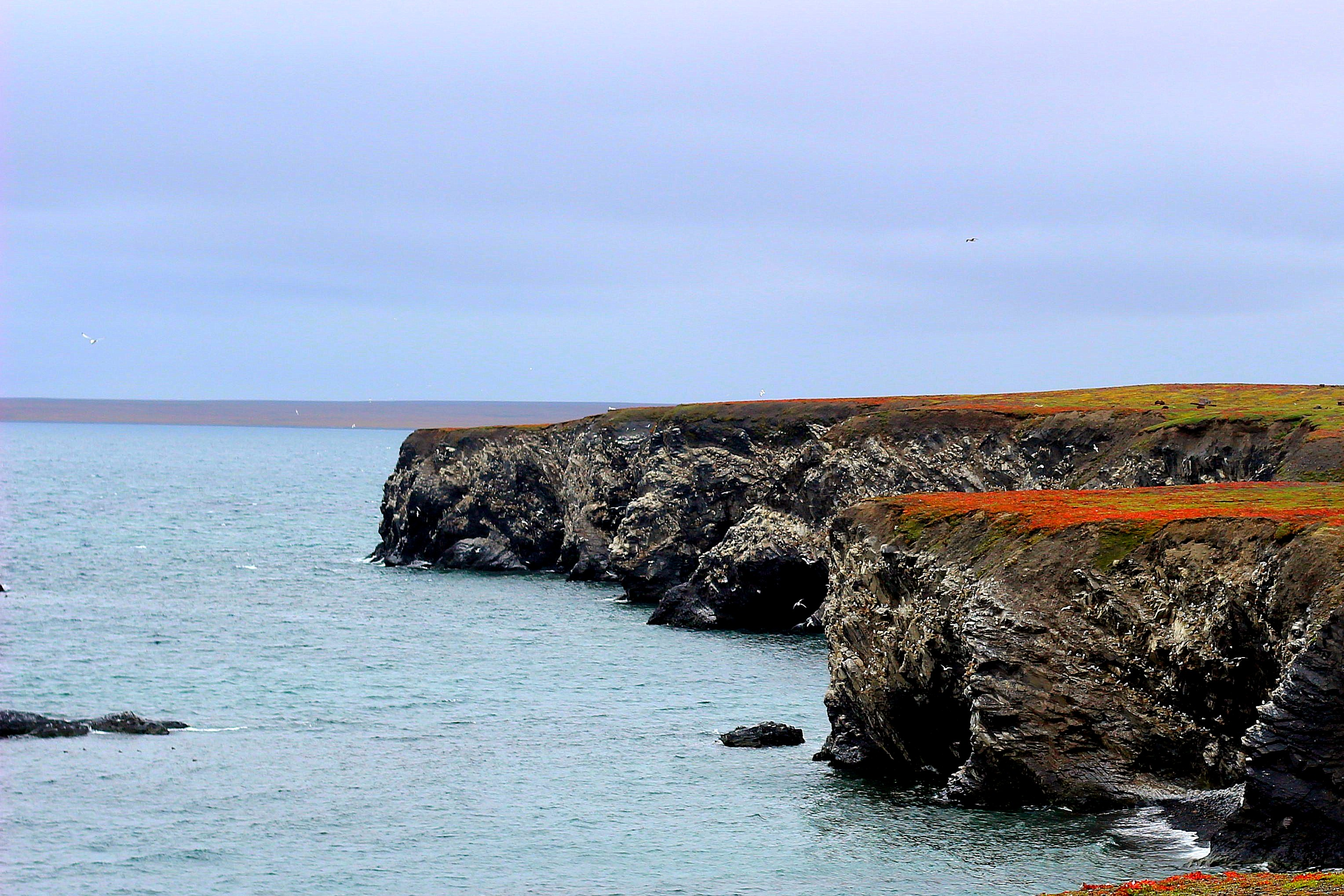
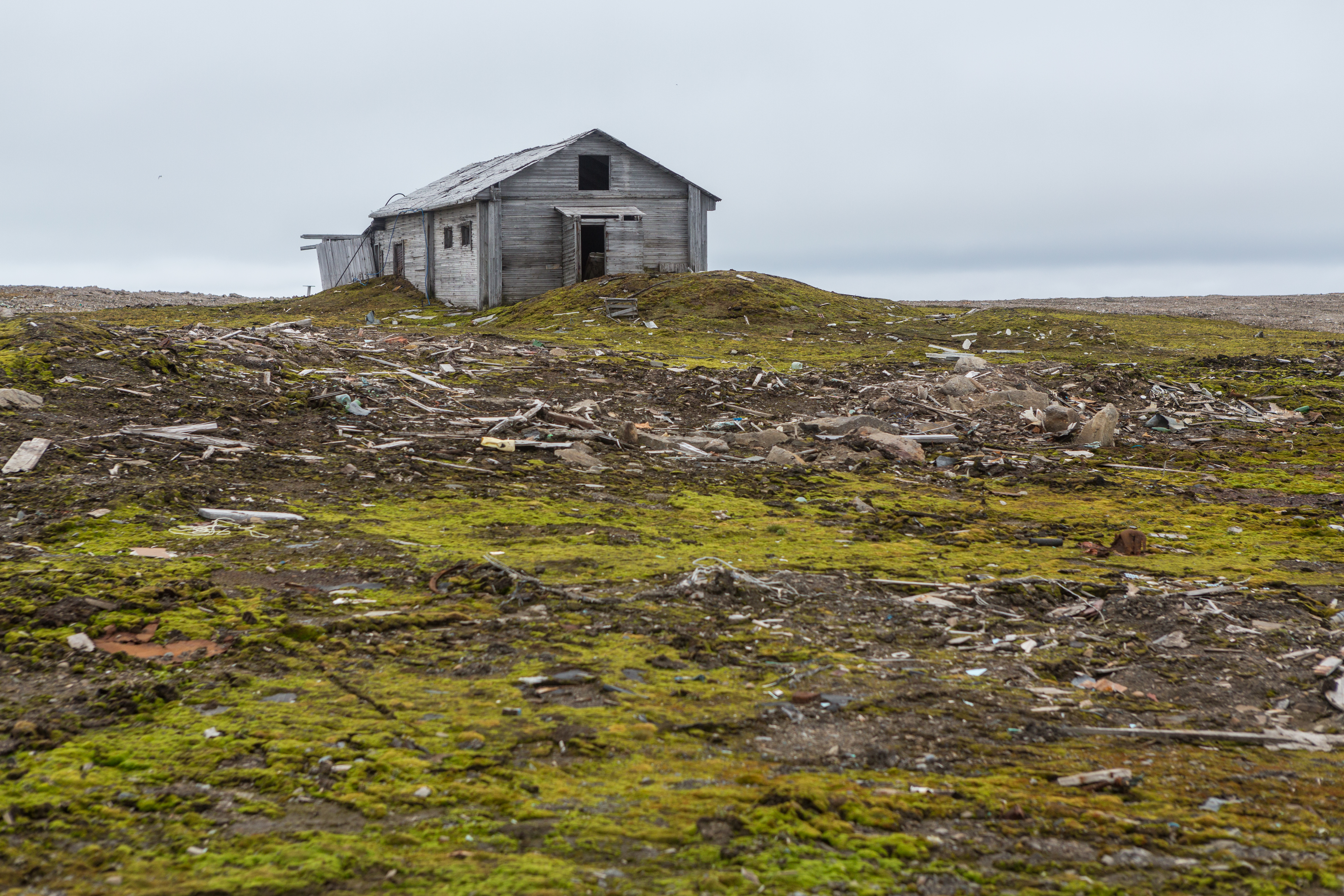
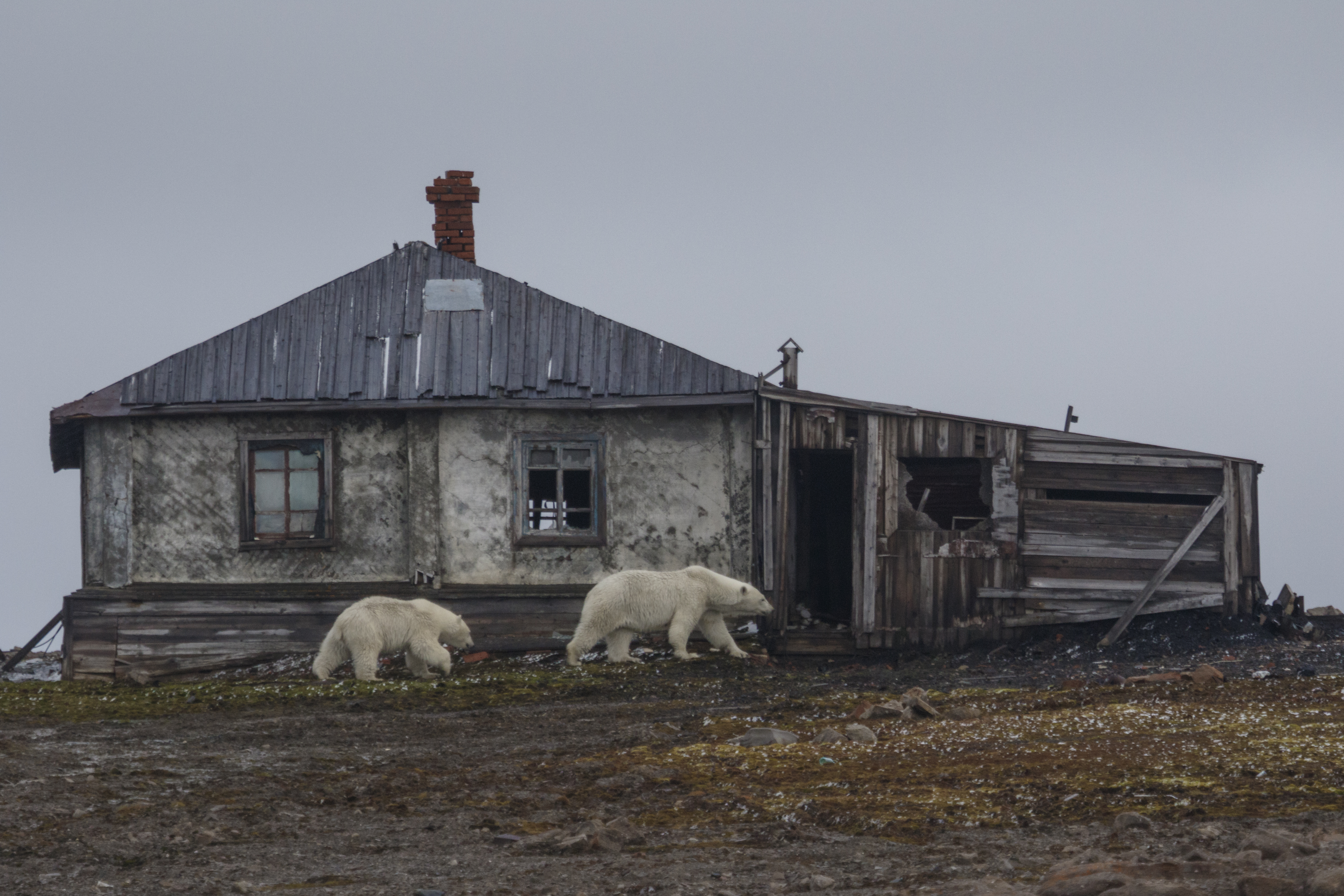
Белые медведи на территории Национального парка
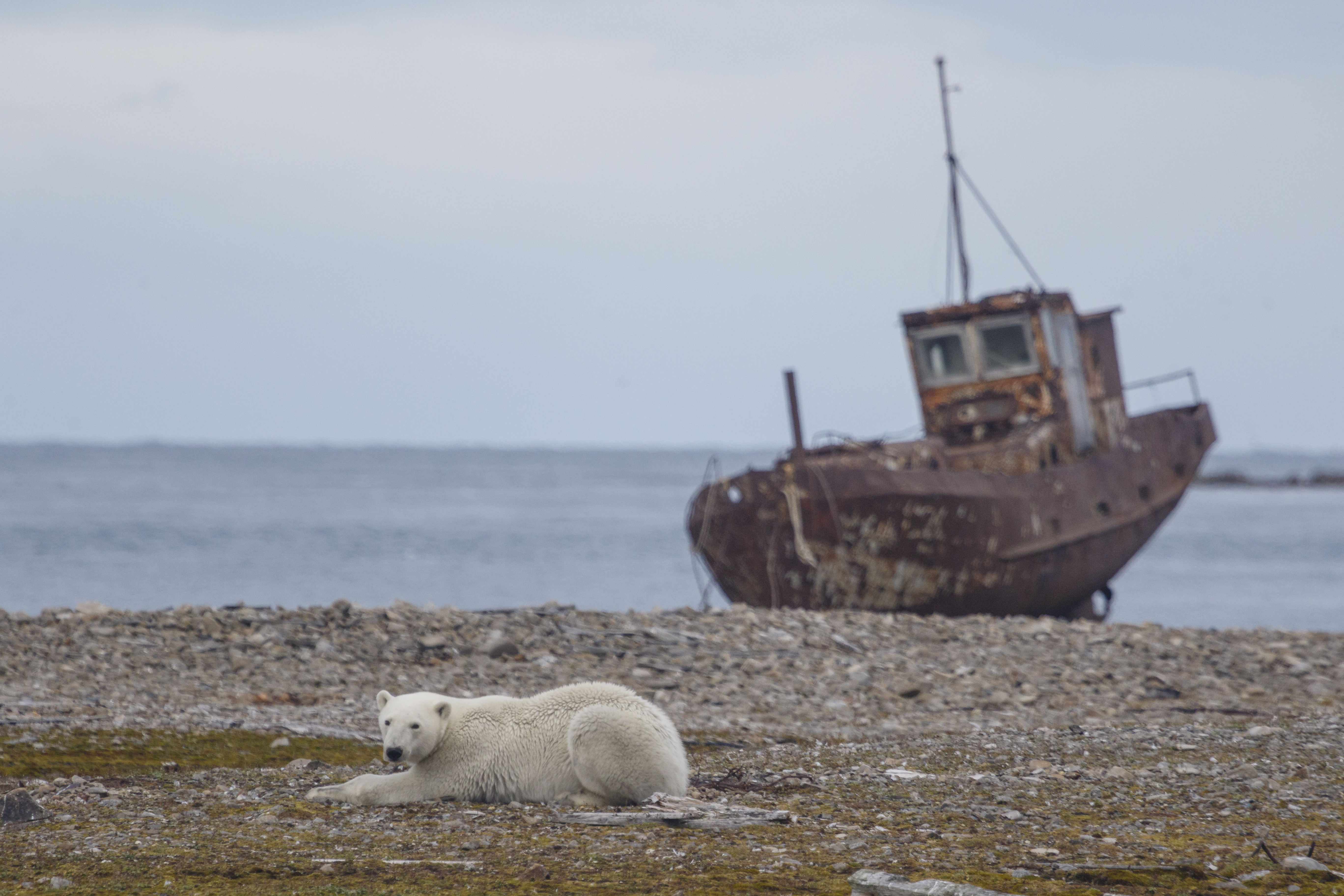
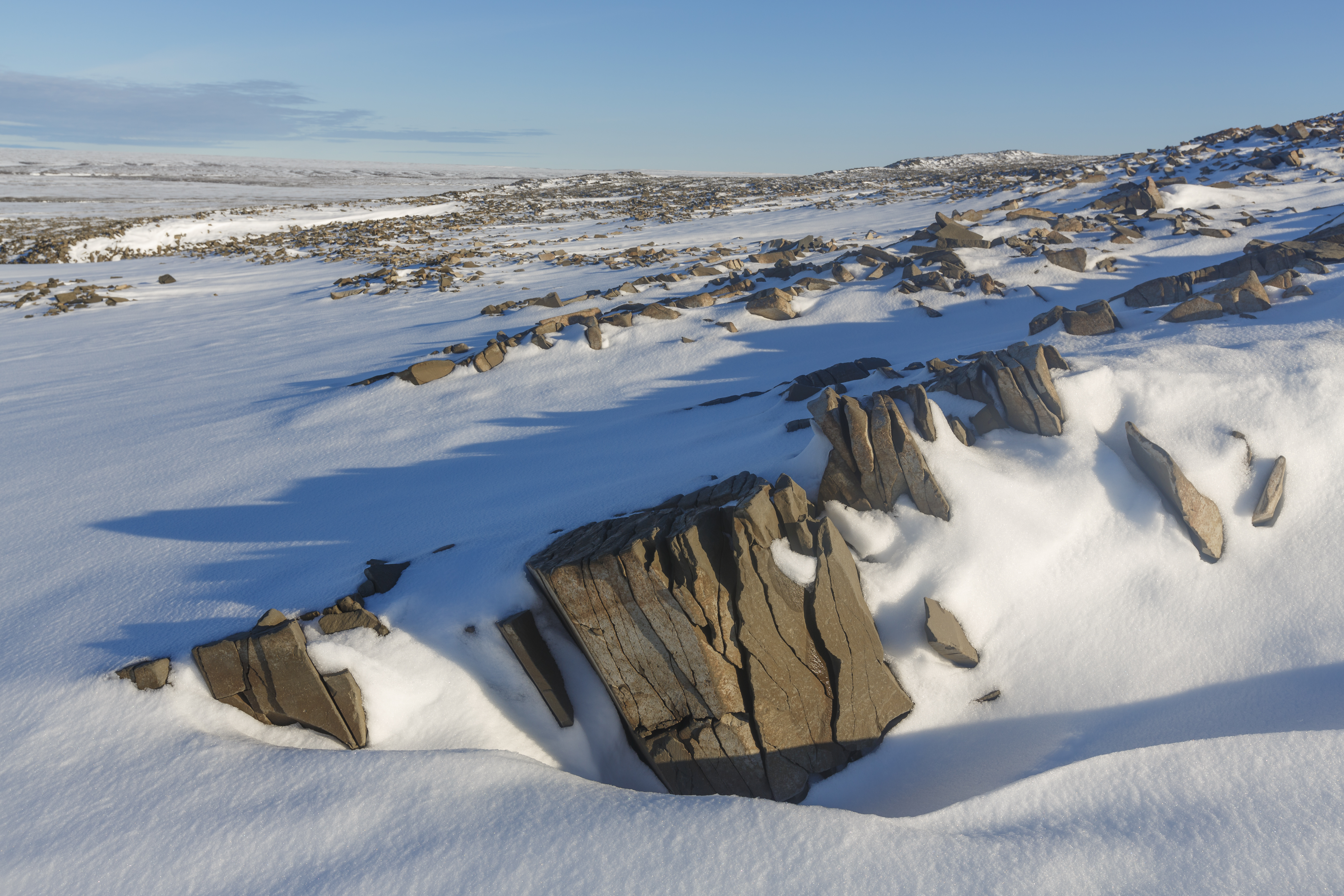
Русская Арктика зимой

## Ядерный полигон

Первый подводный ядерный взрыв в СССР и первый ядерный взрыв на Новой Земле 21 сентября 1955 г. Испытание торпеды Т-5 мощностью 3,5 килотонны на глубине 12 м (бухта Чёрная)

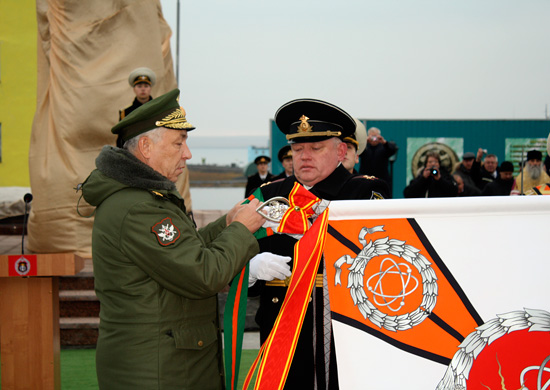
Первый заместитель Министра обороны РФ Аркадий Бахин вручает Орден Суворова Центральному полигону Российской Федерации, 17 сентября 2014 года

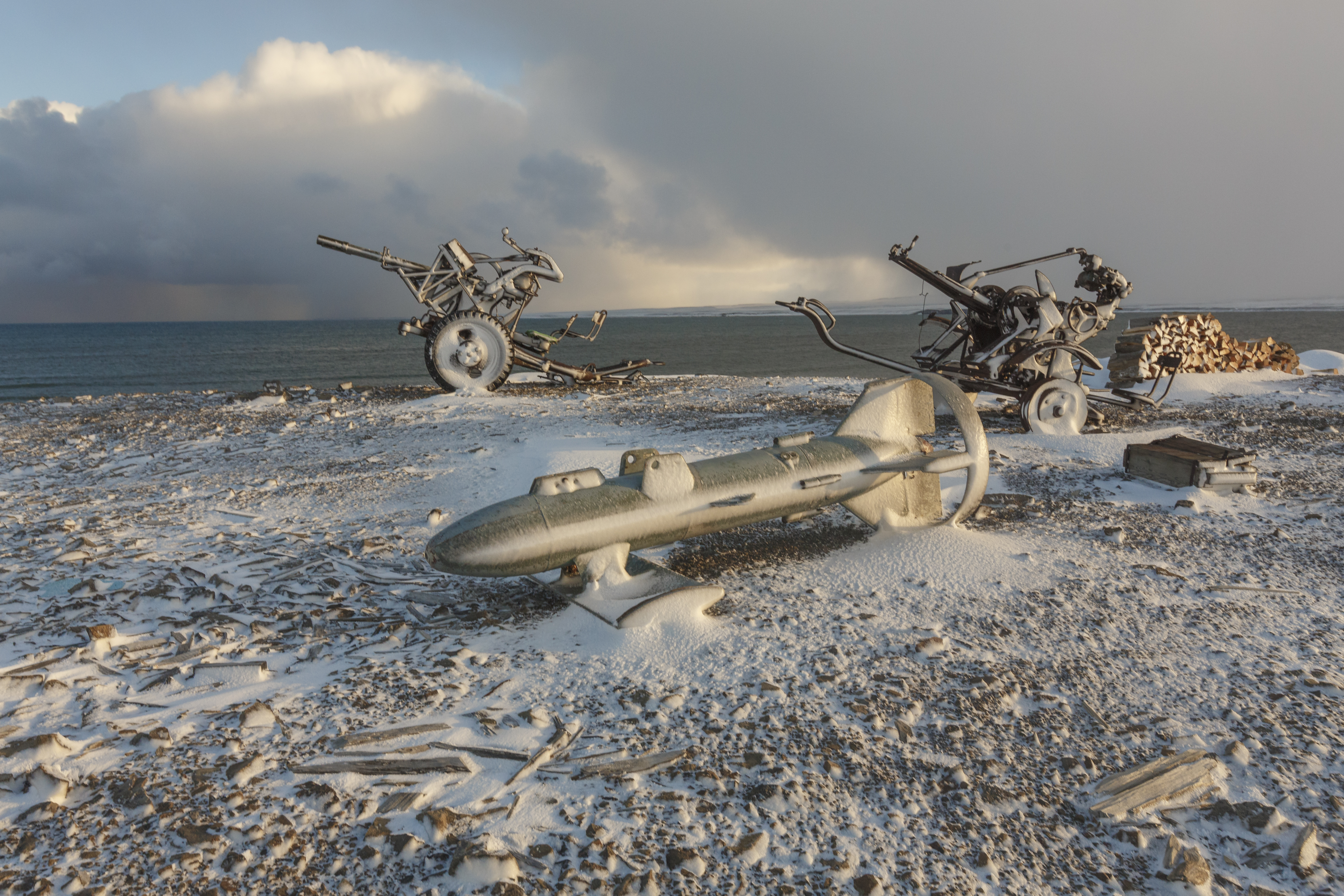
Брошенная военная техника

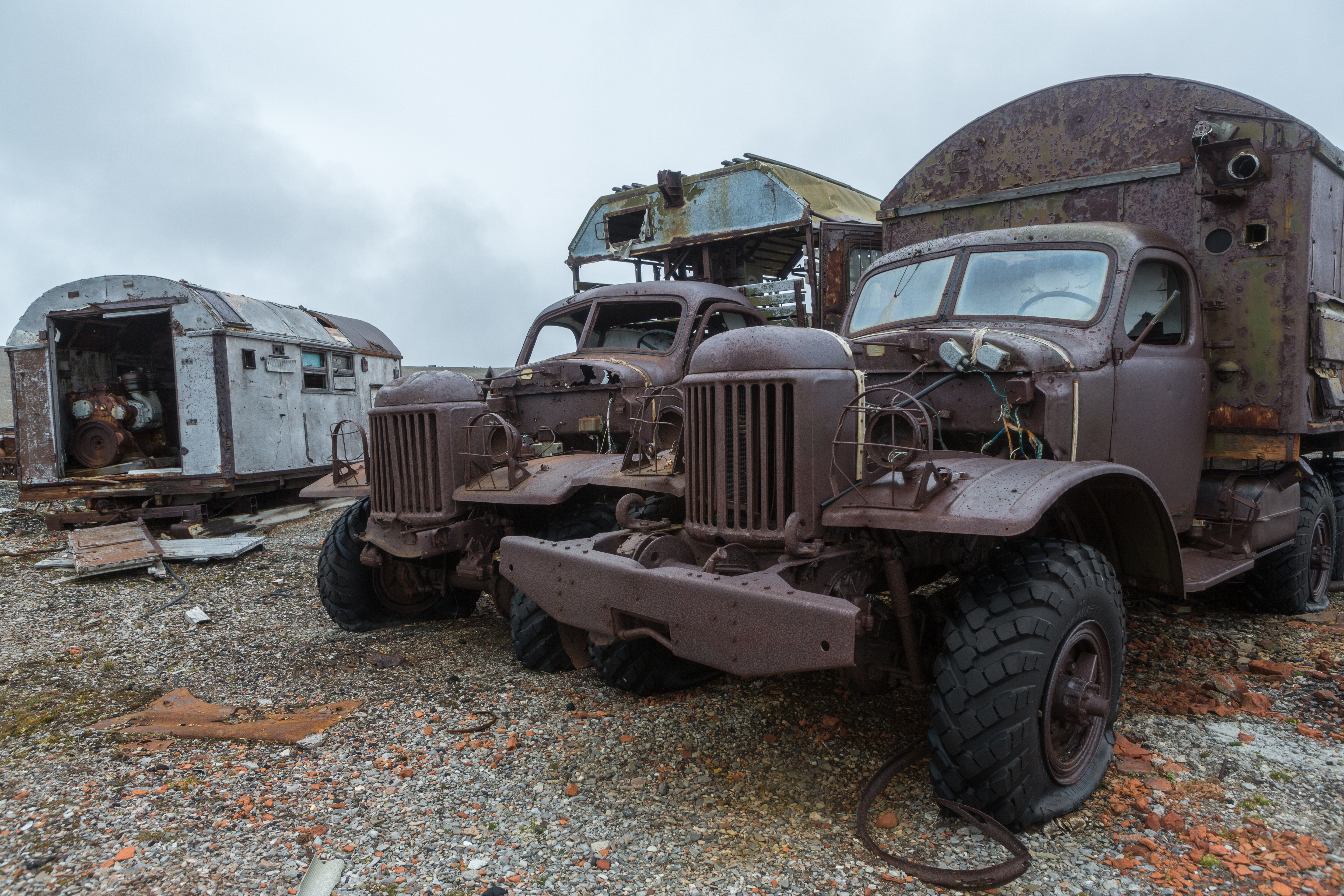
Брошенные военные грузовики на территории бывшего полигона

После того как в руководстве СССР пришли к выводу о том, что Семипалатинский ядерный полигон не может обеспечивать заданную интенсивность и мощность испытаний, была создана Государственная комиссия под руководством контр-адмирала Сергеева Н. Д. После изучения различных вариантов выбор пал на острова архипелага. Центром полигона был избран посёлок Белушье, а аэродром планировалось построить в районе Рогачево. Местные жители были выселены в Архангельскую область, где им было предоставлено жильё. Первым начальником полигона был назначен Герой Советского Союза, капитан 1 ранга Валентин Георгиевич Стариков.
Новоземельский полигон для испытаний ядерного оружия был создан и открыт 17 сентября 1954 года с центром в Белушьей Губе. В период холодной войны он предназначался для исследования поражающего действия взрывов на объекты военно-морского флота и разработки средств и способов их защиты.
Испытания на полигоне осуществлялись на 3 технологических площадках:
- зона А (район Чёрная Губа): использовалась в основном в 1955—1962 годах. Здесь проводились подводные и надводные испытания наземного ядерного вооружения и 6 подземных ядерных испытаний в скважинах;
- зона В (в районе пролива Маточкин Шар): в 1964—1990 годах было проведено 36 подземных ядерных взрывов в штольнях;
- зона С (полуостров Сухой Нос): наземные и воздушные испытания ядерных взрывов в 1957—1962 годах.

Кроме этого, взрывы производились и в других точках (официальная территория полигона занимала свыше половины всей площади острова Южный).
С 21 сентября 1955 года по 24 октября 1990 года (официальная дата объявления моратория на ядерные испытания) на полигоне было произведено 132 ядерных взрыва: 87 в атмосфере (из них 84 воздушных, 1 наземный, 2 надводных), 3 подводных и 42 подземных. Среди экспериментов были и очень мощные мегатонные испытания ядерных зарядов, проводившиеся в атмосфере над архипелагом.
Первый ядерный взрыв на полигоне являлся подводным (первый подводный ядерный взрыв в Советском Союзе) и был осуществлён в Зоне А в районе губы Чёрной 21 сентября 1955 года. На глубине около 12 метров была взорвана ядерная торпеда, чья мощность составляла до 20 кт в тротиловом эквиваленте. На Новой Земле 30 октября 1961 года над Северным островом архипелага на высоте около 4 км была взорвана мощнейшая в истории человечества водородная бомба — 50-мегатонная «Царь-бомба» на площадке Д-II «Сухой Нос». Ощутимая сейсмическая волна, возникшая в результате взрыва, три раза обогнула земной шар, а звуковая волна, порождённая взрывом, докатилась до острова Диксон на расстоянии около 800 километров. Однако о каких-либо разрушениях или повреждениях сооружений даже в расположенных гораздо ближе (280 км) к полигону посёлках Амдерма и Белушья Губа источники не сообщают.
Испытания ядерного оружия проводились с разработанными мерами по обеспечению экологической безопасности окружающей среды. Для этой цели выбирались специальные условия проведения ядерных взрывов. Подводные и наземные взрывы проводились в погодных и ландшафтных условиях таким образом, чтобы их следы впоследствии ложились на территорию полигона, который был существенно меньше общей площади архипелага. Из 42 проведённых подземных ядерных взрывов 2 сопровождались нештатными радиационными ситуациями — имели место прорывы парогазовой смеси радиоактивных инертных газов по тектоническим трещинам. На технологических площадках мощность дозы достигала нескольких сотен Р/ч. При проведении испытаний на полигоне регулярно проводились радиоэкологические исследования их воздействия на окружающую среду различными организациями и министерствами СССР (Минобороны СССР, Академия наук СССР, Госкомгидромет, Минздрав СССР и многие другие) в районе полигона и прилегающих к нему акваториях, а также в посёлках на удалении до 100—200 км от полигона. В качестве объектов исследования выступали вода и атмосферные осадки, почва, донные отложения, флора и фауна, а также домашние животные, продукты питания местного производства. Данные о накоплении в почве радионуклидов цезия-137 и стронция-90 свидетельствовали о повышении уровней радиационного загрязнения в среднем по всей территории СССР и отдельно на архипелаге Новой Земли с 1954 года. При этом на архипелаге данное повышение радиационного загрязнения было несколько выше. В 1965-66 годах, спустя 3-4 года после проведения больших испытаний, прослеживалась тенденция к установлению радиационного загрязнения почвы архипелага радионуклидами, а затем к снижению загрязнения из-за радиоактивного распада.
В августе 1963 года СССР и США подписали договор о запрещении ядерных испытаний в трёх средах: атмосфере, космосе и под водой. Были приняты ограничения и по мощности зарядов. Подземные же взрывы проводились до 1990 года. В 1990-е годы в связи с окончанием холодной войны испытания резко сошли на нет, и в настоящее время здесь занимаются лишь исследованиями в области ядерных систем вооружений (объект Маточкин Шар).
Политика гласности привела к тому, что в 1988—1989 годах общественность узнала о ядерных испытаниях на Новой Земле, и в октябре 1990 года здесь появились активисты экологической организации «Гринпис» с протестами против возобновления ядерных испытаний на архипелаге. 8 октября 1990 года ночью в районе пролива Маточкин Шар судно «Гринпис» вошло в территориальные воды СССР, на берег была тайно отправлена группа активистов антиядерной акции. После предупредительного залпа сторожевого корабля «XXVI съезд КПСС» судно остановилось, на его борт поднялись советские пограничники. «Гринпис» был арестован и отбуксирован в Мурманск, затем отпущен.
Накануне 70-летнего юбилея[уточнить] полигона на Новой земле его начальник Андрей Синицын сообщил, что полигон в полном объеме, включая лабораторную базу и персонал, готов в любой момент возобновить испытательную деятельность. Также, по его словам, на полигоне регулярно проводятся тренировки по отражению всех видов угроз, а на дежурство заступают посты воздушного наблюдения, группы подавления дронов, использующие комплексы РЭБ.

## Захоронение радиоактивных отходов
Помимо испытаний ядерного оружия, территория Новой Земли (а точнее, примыкающая непосредственно к её восточному побережью акватория) в 1957—1992 годах использовалась для захоронения жидких и твёрдых радиоактивных отходов (РАО). В основном это были контейнеры с отработавшим ядерным топливом (а в ряде случаев и реакторные установки целиком) с подводных и надводных кораблей Северного флота ВМФ СССР и России, а также ледоколов, имеющих атомные силовые установки.
Такими местами захоронения РАО являются заливы архипелага: залив Седова, залив Ога, залив Цивольки, залив Степового, залив Абросимова (реакторные отсеки АПЛ К-19 и АПЛ К-11, оба отсека с невыгруженным ядерным топливом), залив Благополучия, залив Течений, а также ряд точек в протянувшейся вдоль всего архипелага Новоземельской впадине. В результате такой деятельности на дне Карского моря и заливов Новой Земли образовалось множество подводных потенциально опасных объектов (ППОО). В их числе: затопленная целиком атомная подводная лодка «К-27» (1981, залив Степового), реакторные отсеки и сборки ряда других АПЛ, реакторный отсек атомного ледокола «Ленин» (1967, залив Цивольки).
Районы нахождения ППОО с 2002 года подвергаются ежегодному мониторингу со стороны МЧС России. В 1992—1994 годах проводились международные экспедиции (с участием специалистов из Норвегии) для оценки степени загрязнения окружающей среды, с 2012 года деятельность таких экспедиций возобновлена.